# Падение ракеты в Польше (2022)
Вечером 15 ноября 2022 года, во время российской ракетной атаки на Украину, на территории Польши вблизи границы с Украиной, в районе села Пшеводув, произошёл взрыв, от которого погибли два человека. Польша является членом НАТО, и нападение России на её территорию могло вызвать военный ответ в соответствии с положениями договора о взаимной самообороне. Официальные лица в Польше и Европейском союзе позже заявили, что, по их мнению, одна ракета, выпущенная украинскими войсками, сбилась с курса и упала в Польше. Первоначально, в условиях нехватки информации, появились выводы о том, что ракета была выпущена российскими войсками. Ответственность за взрыв была возложена на Россию, которая обстреляла Украину ракетами.

## Взрыв
В 17:53 по местному времени польское радио Lublin сообщило, что в 15:40 в селе Пшеводув на перегрузочных весах зернохранилища внезапно взорвался трактор с грузом, в результате чего погибли два человека. Однако уже в 18:54 радио Zet со ссылкой на своего журналиста Мариуша Гершевски сообщило, что вблизи украинской границы упали две ракеты: они попали в зерносушилки. Два человека погибли, на место происшествия прибыли представители полиции, прокуратуры и войска. Позже на региональном новостном сайте lublin112.pl появилась информация о том, что ракета взорвалась прямо рядом с прицепом трактора и оставила большую воронку на месте взрыва. Двое погибших — сотрудники зернохранилища. В нескольких десятках метров от зернохранилища — жилые кварталы.

## Дальнейший ход событий

### Освещение в СМИ
Associated Press со ссылкой на представителя американской разведки писали, что две упавшие ракеты могли быть российскими. Но через день новость была удалена из сети и заменена примечанием об исправлении. За первоначальным отчётом последовал день ажиотажа на медиа-платформах. Даже когда журналисты делали осторожные формулировки, в дальнейшем нюансы терялись. Например, в эфире CBS Evening News репортёр Крис Ливси подчеркнул, что ракеты могли быть российскими или украинскими. Но в твите CBS с его репортажем уже говорилось: «РОССИЙСКИЙ РАКЕТНЫЙ УДАР».
21 ноября издание Daily Beast сообщило об увольнении из Associated Press корреспондента Джеймса ЛаПорты, который сообщил эту новость, за нарушение редакционных стандартов. Информация приписывалась одному «высокопоставленному сотруднику разведки США», несмотря на правило, которое требует получать подтверждение более чем от одного источника, когда они анонимны. В тот день ЛаПорта сообщил своим редакторам, что старший менеджер редакции уже проверил его источник. Из-за этого они подумали, что он уже был одобрен, и разрешили поставить заметку лишь с одним подтвержденным источником, что делается в AP лишь в исключительных случаях. Сам корреспондент отказался от комментариев.
Позже агентство сообщило, что, по данным трёх источников, ракета была выпущена украинскими войсками по российской ракете.

### Расследование
Пресс-секретарь противопожарной службы Марцин Лебедович подтвердил, что на территории села Пшеводув произошли взрывы. Точные причины неизвестны, два человека погибли на месте происшествия. По предварительным выводам, трактор, въехав на весы зерносушилки, внезапно взорвался.
Премьер-министр Польши Матеуш Моравецкий созвал экстренное заседание комитета по делам национальной безопасности и обороны. Официальный представитель правительства Петр Мюллер призывал не публиковать неподтвержденную информацию. Пентагон заявил, что не может подтвердить сообщения о том, что две российские ракеты упали на территории Польши.
Польский военный эксперт Ярослав Вольский предположил, что это может быть российская крылатая ракета или ракета украинской ПВО, склоняясь к первому варианту.
OSINT-специалисты на основе фото и видео утверждают, что обломки похожи на часть двигателя советской ракеты комплекса С-300. Польское издание Lublin112 также отметило, что на найденных осколках взорвавшейся ракеты нет маркировки, которая могла бы указывать на происхождение снаряда. На опубликованных в соцсетях снимках обломков снаряда заметны отверстия на частях, соединяющих отсеки, напоминающие части снарядов от зенитно-ракетных комплексов С-300. Похожие обломки уже были замечены в других конфликтах с использованием этих боеприпасов. При этом часть с маркировкой могла быть сколота взрывом. С-300 стоят на вооружении и России, и Украины.
Польские ВВС подняли в воздух истребители. Власти Польши повысили боеготовность некоторых воинских частей. Также начал обсуждаться вопрос, приводить ли в действие статью 4 договора НАТО. Она предусматривает консультации между странами-членами альянса, если безопасность или территориальная целостность одной из них находится под угрозой.
В МИД Польши заявили, что на территорию страны упала ракета российского производства. Ведомство вызвало посла России. В то же время президент Польши Анджей Дуда заметил, что точных доказательств того, кто запустил ракету, нет. Позже президент Польши заявил, что признаков преднамеренного нападения на Польшу нет, и ракета, вероятно, была использована украинской ПВО. Премьер-министр государства Матеуш Моравецкий, в свою очередь, усомнился в необходимости запуска процедуры НАТО по статье 4.
Президент США Джо Байден назвал маловероятным запуск ракеты из России. «По предварительной информации, это опровергается. Я не хочу об этом говорить, пока мы не проведём полное расследование. Но, исходя из линии траектории, маловероятно, что она была выпущена из России. Посмотрим».
Президент Польши заявил, что «ничто не указывает на то, что это была атака на Польшу» и «есть большая вероятность, что ракета, упавшая на территорию Польши, принадлежала ПВО Украины». Он назвал падение ракеты «несчастным случаем». Премьер-министр сообщил, что необходимости применять статью 4 договора НАТО (о консультациях в случае угрозы), «вероятно, нет». Генсек НАТО Йенс Столтенберг озвучил ту же версию: альянс не видит признаков, что Россия планирует нападение на него.
Президент Польши сказал, что, вероятно, в Пшеводуве упала ракета, выпущенная украинскими силами ПВО из комплекса С-300. Генсек НАТО подтвердил версию с украинской ракетой: «Наш предварительный анализ показывает, что причиной инцидента, вероятно, стала украинская ракета, выпущенная, чтобы защитить украинскую территорию от российских крылатых ракет».

США возложили на Россию ответственность за падение ракет на территории Польши вне зависимости от того, какими будут результаты расследования.
Очевидно, что ответственность за этот трагический инцидент несёт Россия, которая обстреляла Украину ракетами, специально предназначенными для поражения гражданской инфраструктуры. Украина имела и имеет право на самооборону.
Генеральный секретарь НАТО Йенс Столтенберг заявил, что взрыв, вероятно, был вызван украинской ракетой ПВО, но ответственность за это лежит на России.
Украинские следователи приехали в Пшеводув и смогли осмотреть остатки ракеты и воронку, но никаких процессуальных действий не производили, так как по закону это противоречило бы процедуре следствия. Польское издание Rzeczpospolita со ссылкой на свои источники сообщило, что украинские следователи не будут допущены польской прокуратурой до расследования.
В сентябре 2023 года Rzeczpospolita со ссылкой на источники заявила о выводах следователей прокуратуры Польши, о том что упавшая ракета была выпущена из украинской системы ПВО С-300. Пресс-секретарь Генеральной прокуратуры Польши Лукаш Лапчиньский сказал в комментарии Rzeczpospolita, что следователи получили выводы по этому делу, но учитывая их засекреченный характер, не сообщают их содержание.

## Реакция
В день инцидента российский фондовый рынок показал резкое падение.
Глава постоянного представительства России при ООН Дмитрий Полянский заявил, что взрыв у границы с Украиной является попыткой спровоцировать прямое столкновение России и НАТО.
Президент Украины Владимир Зеленский обвинил Россию в попадании ракет на территорию Польши. Издание Politico со ссылкой на трёх «западных» политиков сообщило, что 16 и 17 ноября высшие американские чиновники связывались с офисом Владимира Зеленского и попросили президента Украины осторожно говорить о падении ракеты в Польше. Также американцы обратились к союзникам из НАТО воздержаться от однозначных заявлений до окончания расследования, которое ведёт Польша.
Министр иностранных дел Латвии Эдгарс Ринкевичс, не дожидаясь завершения расследования, заявил, что «российские ракеты, попадающие на территорию страны-члена НАТО, очень опасная эскалация со стороны Кремля».
Президент Турции Реджеп Эрдоган заявил, что он доверяет заявлению России о том, что российские ракеты не поражали территорию Польши. Согласно его заявлению, Россия не имеет отношения к произошедшему, что в том числе подтверждается ранее сделанным заявлением Джо Байдена.

## Последствия
21 ноября 2022 года Польша приняла предложение Германии разместить системы ЗРК Patriot на границе с Украиной.

## Оценки
Издание Visegrád 24 допустило, что при программировании ракеты могла произойти ошибка, из-за которой ввели неправильные координаты, так как место падения ракеты находится на широте Киева и долготе Львова — 50,47099 широты, 23,93432 долготы. «Агентство» обратило внимание, что координаты с долготой места падения ракеты имеют торгово-складские помещения рядом с железнодорожной станцией во Львове. А на широте пострадавшего хозяйства в Польше расположен киевский завод «Ленинская кузня». Также всего на 19″ севернее находится Киевская районная электростанция. Visegrád 24 также отмечает, что от обстрелов накануне также пострадала Добротворская ТЭС, которая находится на Украине в нескольких километрах от польского села.
По мнению военных аналитиков из проекта Conflict Intelligence Team, попадание ракеты, выпущенной из зенитно-ракетного комплекса, на территорию другой страны — не редкость. Например, в 2019 году в ходе войны в Сирии войска правительства Башара Асада попали по территории самопровозглашенной Турецкой республики Северного Кипра ракетой С-200. В 2020 году во время Второй Карабахской войны, скорее всего, азербайджанская ракета С-300 упала в Дагестане. Так что вероятность попадания одной из российских ракет по территории Польши была не нулевая. Одним из городов Украины, попавших под удар, был Львов — Пшеводув расположен примерно в 65 километрах от него.

## Подобные случаи
29 декабря 2022 года обломки ракеты украинского ЗРК С-300 упали около деревни Горбаха Ивановского района Брестской области. Минобороны Белоруссии заявило, что ракета была сбита силами войск противовоздушной обороны Республики. Пресс-секретарь Воздушных сил ВСУ Юрий Игнат сообщил, что падение обломков ракет на территорию соседних государств возможно, и возложил вину за подобные инциденты на Россию.
По подсчётам «Вёрстки», к октябрю 2023 года обломки ракет и беспилотников как минимум 21 раз обнаруживали на территориях близлежащих государств.
10 февраля 2023 года главнокомандующий ВСУ Валерий Залужный сообщил о двух ракетах, выпущенной Россией, вошедших в воздушное пространство Молдовы и Румынии, которая входит в НАТО, после чего снова вошли в воздушное пространство Украины в месте пересечения границ трёх государств. По словам представителя Воздушных сил Украины Юрия Игната, украинские военные могли сбить эти ракеты, но понимая риски и угрозы населению иностранного государства, сразу этого не сделали. По данным агентства Reuters, в министерстве обороны Румынии заявили, что не могут подтвердить сообщение о пролёте ракет, а Молдова подтвердила, что российская ракета входила в её воздушное пространство.
В апреле в центральной части Польши обнаружили обломки «неопознанного военного объекта». Польское радио RMF заявило, что найденный объект — это ракета класса «воздух-земля» без боеголовки, на которой нанесены надписи на русском языке.
После того, как, по данным Варшавы, 1 августа два белорусских вертолёта нарушили воздушное пространство Польши, к границе с Беларусью были переброшены боевые вертолёты двух бригад для боевого дежурства.
4 и 9 сентября 2023 года фрагменты российского беспилотника падали на территорию Румынии в районе деревни Плауру на правом берегу Дуная — напротив украинского города Измаил. В третий раз на территории Румынии российский беспилотник упал 13 сентября в 14 км от границы с Украиной. В Румынии началось строительство укрытий для жителей приграничных населённых пунктов.
Во время ракетной атаки по Украине 29 декабря 2023 года одна из российских ракет временно нарушила воздушное пространство Польши.